# ديودوروس الكرونوسي
ديودوروس الكرونوسي (القرن الرابع ق.م.) هو فيلسوف يوناني من المدرسة المغارية.